# Nanoionica
La nanoionica è lo studio e l'applicazione di fenomeni, proprietà, effetti dei meccanismi di processi connessi con il rapido trasporto degli ioni (FIT, fast ion transport) in sistemi su nanoscala tutti allo stato solido. Gli argomenti di interesse comprendono le proprietà fondamentali delle ceramiche di ossido su scale di lunghezza nanometriche e il conduttore ionico veloce (conduttore superionico avanzato)/ le eterostrutture di conduttori elettronici. Le potenziali applicazioni si hanno nei dispositivi elettrochimici (dispositivi a doppio strato elettrico) per la conversione e l'immagazzinamento di energia, carica e informazione.  Il termine e il concetto di nanoionica (come un nuovo ramo della scienza) vennero introdotti per prima da A.L. Despotuli e V.I. Nikolaichik (Istituto di Tecnologia Microelettronica e Materiali Altamente Puri, Accademia Russa di Scienze, Chernogolovka) nel gennaio del 1992.
Ci sono due classi di nanosistemi ionici allo stato solido e due nanoionici fondamentalmente diversi: (I) i nanosistemi basati sui solidi con bassa conduttività ionica, e (II) i nanosistemi basati sui conduttori superionici avanzati (alfa–AgI, la famiglia di ioduri di argento e rubidio, ecc.).  Quest'ultima è stata proposta i Nanoionics of advanced superionic conductors. La nanoionica I e la nanoionica II differiscono l'una dall'altra nella progettazione delle interfacce. Il ruolo dei confini nella nanoionica I è la creazione di condizioni di concentrazioni elevate di difetti a carico (vuoti e interstizi) in uno strato disordinato di spazio-carica. Ma nella nanoionica II è necessario conservare le originali strutture di cristallo ionico altamente conduttivo dei conduttori superionici avanzati agli etero-confini ordinati (reticolo-confrontato). Il nanoionico I è in grado di migliorare in modo significativo (fino a ~108 volte) la conduttività ionica simil-2D nei materiali nanostrutturati con coerenza strutturale, ma rimane ancora di ~103 volte inferiore rispetto alla conducibilità ionica 3D dei conduttori superionici avanzati.
La visione enciclopedica della nanoionica è anche fornita dal breve articolo Nanoionics - Present and future prospects.

## Caratteristiche
Essendo una branca della scienza e della nanotecnologia, la nanoionica è inequivocabilmente definita per mezzo dei suoi stessi oggetti (nanostrutture con trasporto ionico veloce - FIT), temi (proprietà, fenomeni, effetti, meccanismi di processi e applicazioni connesse con il FIT su nano-scala), metodo (progetto di interfaccia nei nanosistemi di conduttori superionici) e criterio (R/L ~1, dove R è la nanodimensione(-i) della struttura del dispositivo, ed L è la lunghezza caratteristica su cui le proprietà, le caratteristiche e altri parametri (connessi con la FIT) mutano drasticamente.
La International Technology Roadmap for Semiconductors (ITRS), si correla alle memorie a commutazione resistiva basate sulla nanoionica per la categoria di "dispositivi della ricerca emergente" ("memoria ionica"). L'area di stretta intersezione tra nanoelettronica e nanoionica può essere chiamata nanoelionica. 
Adesso, si sta formando nel campo delle ricerche avanzate la visione della nanoelettronica del futuro vincolata esclusivamente ai limiti estremi fondamentali.  Gli estremi limiti fisici per il calcolo sono molto lontani dal raggiungere la regione di «1010 cm-2-1010 Hz». Che tipo di interruttori logici potrebbero essere utilizzati per la vicina nano-scala e l'integrazione della peta-scala sub-nanometrica? La questione è stata già oggetto di discussione in Physical limits of integration..., dove il termine “nanoelettronica” non era ancora utilizzato. La meccanica quantistica forza le configurazioni elettroniche distinguibili tramite l'effetto tunnel alla tera-scala. Per superare il limite di densita di 1012 cm−2 bit, le configurazioni atomiche e ioniche con dimensioni caratteristiche di L <2 nm dovrebbero essere utilizzate nel dominio di informazione e nei materiali con una effettiva massa di informazione sono richiesti vettori m* considerevolmente più grandi di quelli elettronici: m* =13 me at L =1 nm, m* =53 me (L =0,5 nm) e m* =336 me (L =0,2 nm). I dispositivi futuri di piccola dimensione possono essere nanoionici, vale a dire, basati sul trasporto ionico veloce nel campo della nanoscala, come venne per prima stabilito in A step towards nanoionics.

## Esempi
Esempi di dispositivi nanoionici sono i supercapacitori completamente allo stato solido con trasporto ionico veloce alle eterogiunzioni funzionali (supercapacitori nanoionici), le batterie al litio e le celle di combustile con elettrodi nanostrutturati, i nano-interruttori con conduttività quantizzata sulla base di conduttori ionici veloci (vedi anche cella di metallizzazione programmabile).  Questi sono ben compatibili con il sub-voltaggio e la nanoelettronica deep-sub-voltage e potrebbero trovare ampie applicazioni per es. nelle microfonti di energia autonome, RFID, MEMS, smartdust, cellula nanomorfica, altri microsistemi e nanosistemi, o apparati di celle di memoria riconfigurabili (immagazzinamento dati per computer).
Un caso importante di conduzione ionica veloce negli stati solidi è quello nello strato spazio-carica superficiale dei cristalli ionici. Tale conduzione fu prevista da Kurt Lehovec. Un ruolo significativo delle condizioni di limite rispetto alla conduttività ionica fu scoperto sperimentalmente da C.C. Liang il quale trovò un'alta conduzione anomala nel sistema bifasico di LiI-Al2O3. Dato che uno strato di spazio-carica con proprietà specifiche ha uno spessore di un nanometro, l'effetto è direttamente correlato alla nanoionica (nanoionica I). L'effetto di Lehovec  è diventato la base per la creazione di una moltitudine di conduttori ionici veloci. URL consultato il 27 marzo 2018 (archiviato dall'url originale il 13 luglio 2011). nanostrutturati, usati nelle moderne batterie al litio portatili e nelle celle a combustibile.